# Републикански път III-663
Републикански път IIІ-663 е третокласен път, част от Републиканската пътна мрежа на България, преминаващ по територията на области Стара Загора и Хасково. Дължината му е 56 км.
Пътят се отклонява наляво при 104,5 км на Републикански път II-66 в южната част на град Чирпан и се насочва на юг през хълмистата част на Горнотракийската низина. След 4,7 км завива на изток, минава през селата Зетьово и Целина и навлиза в Хасковска област. Минава южно от град Меричлери, където завива на юг, в квартал „Черноконьово“ на град Димитровград, отново продължава на изток и през другите квартали на града „Вулкан“ и „Мариино“ достига до североизточната част на Димитровград. Там пътят пресича Републикански път I-5 при неговия 273,2 км, продължава в източна посока покрай северния бряг на река Марица през селата Брод, Златополе и Райново и в западната част на град Симеоновград се съединява с Републикански път III-503 при неговия 29,2 км.
| Пътища, отклоняващи се надясно (населено място, № на пътя, посока на пътя) | Км   | Пътища, отклоняващи се наляво (посока на пътя, № на пътя, населено място)    |
| -------------------------------------------------------------------------- | ---- | ---------------------------------------------------------------------------- |
| Община Чирпан, Област Стара Загора, II-66, 104,5 км, гр. Чирпан ←          | 0,0  | ← гр. Чирпан, 104,5 км, II-66, Област Стара Загора, Община Чирпан            |
| (от с. Върбица) III-807, 11,8 км →                                         | 4,7  |                                                                              |
| с. Зетьово                                                                 | 6,6  | с. Зетьово                                                                   |
| (за с. Златна ливада) общински път ←                                       | 12,6 | → общински път (за с. Ценово)                                                |
| с. Целина                                                                  | 15,2 | с. Целина                                                                    |
| Община Димитровград, област Хасково (за с. Великан) общински път ←         | 17,8 | Област Хасково, Община Димитровград                                          |
|                                                                            | 19,3 | → общински път (за гр. Меричлери)                                            |
| кв. „Черноконьово“, гр. Димитровград                                       | 25,3 | гр. Димитровград, кв. „Черноконьово“                                         |
| кв. „Мариино“, гр. Димитровград                                            | 30,5 | → гр. Димитровград, кв. „Мариино“, общински път (за селата Бряст и Длъгнево) |
| (до ГКПП Маказа - Нимфея) I-5, 273,2 км, гр. Димитровград ←                | 34,5 | ← гр. Димитровград, 273,2 км, I-5 (от гр. Русе)                              |
| с. Брод                                                                    | 40,6 | с. Брод                                                                      |
| с. Златополе                                                               | 44,2 | → с. Златополе, общински път (за с. Долно Белево)                            |
| с. Райново                                                                 | 47,9 | с. Райново                                                                   |
| Община Симеоновград                                                        | 51,3 | Община Симеоновград                                                          |
| (до гр. Симеоновград) III-503, 29,2 км, гр. Симеоновград ←                 | 56,0 | ← гр. Симеоновград, 29,2 км, III-503 (от с. Средец)                          |